# Livret de circulation (France)
 (août 2020).

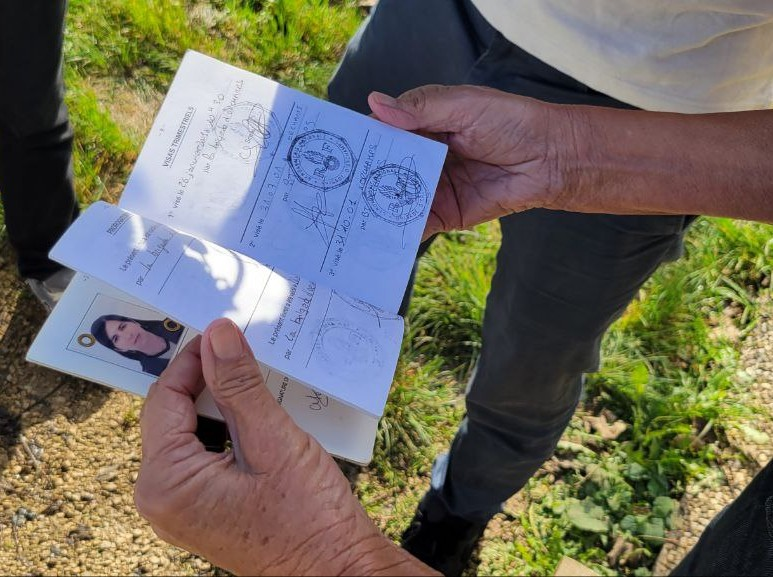
Exemple d'un livret de circulation, celui-ci ayant été en cours jusqu'en 2013.

Le livret de circulation était un document requis et obligatoire en France pour toutes les personnes, enfants compris, françaises ou étrangères, n'ayant pas de domicile fixe ni de résidence fixe depuis plus de six mois, et âgées de plus de 16 ans.
Le livret de circulation a été supprimé par la loi no 2017-86 du 27 janvier 2017 relative à l’égalité et la citoyenneté, publiée au Journal officiel et entrée en vigueur le 29 janvier 2017, et dont l'article 195 abroge la loi no 69-3 du 3 janvier 1969, relative aux livrets et livrets spéciaux de circulation.

## Histoire
Il a été instauré par la loi du 3 janvier 1969 « relative à l'exercice des activités ambulantes et au régime applicable aux personnes circulant en France sans domicile ni résidence fixe » qui abroge la loi de 1912 sur les nomades, qui obligeait ceux-ci à se doter d'un carnet anthropométrique enregistrant notamment leurs empreintes digitales.
Il s'inscrit ainsi dans une tendance ancienne de l'État en France, remontant à l'Ancien Régime, qui vise à contrôler le nomadisme et le vagabondage. Dans certains cas (le « carnet de circulation » délivré aux personnes ne pouvant justifier de revenus réguliers et n'exerçant pas d'activité ambulante), le fait de ne pas l'avoir est passible d'une peine de prison. D'un autre côté, il est aussi un succédané de domicile, permettant à son détenteur d'exercer ses droits civils.
Le livret circulation a été supprimé par la loi no 2017-86 du 27 janvier 2017 relative à l’égalité et la citoyenneté, publiée au Journal officiel et entrée en vigueur le 29 janvier 2017, et dont l'article 195 abroge la loi no 69-3 du 3 janvier 1969, relative aux livrets et livrets spéciaux de circulation.
Il ne permettait pas de franchir les frontières de la France : pour cela, une carte d'identité ou un passeport est requis (directive 2004/38/CE « relative au droit des citoyens de l'Union et des membres de leurs familles de circuler et de séjourner librement sur le territoire des États membres »). Pour obtenir un passeport français, le livret de circulation (non périmé) est requis (art. 6 du décret no 2005-1726).
Le livret de circulation n'était pas, à proprement parler, une carte d'identité. Toutefois, les trois documents « reproduisent le signalement de leur titulaire et comportent l'ensemble des indications qui figurent sur la carte nationale d'identité ainsi que l'indication de la commune de rattachement et celle de la profession ou de l'activité exercées. ». Ainsi, ils devaient en principe être acceptés en tant que « justificatif d'identité » lors des contrôles d'identité. De même, ils sont admis, s'ils ne sont pas périmés, en tant que justificatif d'identité lors du vote dans les communes de plus de 3 500 habitants, mais il faut une carte d'identité ou un passeport pour s'inscrire sur les listes électorales . Le livret de circulation est  admis comme justificatif d'identité pour les demandeurs d'emploi  (à Pôle Emploi). Si le livret est demandé par les forces de l'ordre, cela se fait dans le cadre d'un contrôle d'identité de police administrative (il peut être requis à l'issue d'un contrôle de police judiciaire, comme c'est le cas pour les titres de séjour des étrangers). Toutefois, si le fait de ne pas porter ce livret peut être passible d'amende, voire de prison (pour le carnet de circulation), il n'est pas forcément évident pour les contrôleurs de savoir que le sujet est censé détenir ce livret si on ne le leur dit pas (ils doivent en effet savoir que cette personne est sans-domicile fixe depuis plus de six mois...).
Même lorsqu'on détient un livret de circulation, il est fortement recommandé de demander une carte d'identité ou un passeport (lesquels ne peuvent être légalement refusés, tout domicile réel - même un squat - valant domicile, à condition de justifier de sa nationalité), celle-ci étant acceptée pour toutes les procédures administratives (par ex. pour l'obtention d'une carte Vitale ou pour s'inscrire sur une liste électorale), ce qui n'est pas le cas du livret.
Le livret de circulation est dénoncé par le comité pour l'élimination de la discrimination raciale de l'ONU. Le Conseil d'État contraint le gouvernement à y mettre fin en novembre 2014.

## Dispositions de la loi du 3 janvier 1969
Il y a plusieurs types de livret de circulation:
- le « livret spécial de circulation » (art. 2), délivré aux voyageurs inscrits au registre du commerce ou au répertoire des métiers. Selon la loi de 1969, il s'applique aux « personnes n'ayant ni domicile ni résidence fixes de plus de six mois dans un État membre de l'Union européenne » et voulant exercer une activité ambulante[9]; cela comprend notamment les forains. Le contrôle de l'État est partiellement externalisé vers les employeurs, qui sont tenus de vérifier que leurs employés détiennent ces documents;
- le « livret de circulation » (art. 3 et 4), qui est délivré aux personnes de plus de 16 ans logeant « de façon permanente dans un véhicule, une remorque ou tout autre abri mobile » qui « justifient de ressources régulières leur assurant des conditions normales d'existence notamment par l'exercice d'une activité salariée »; cela peut inclure, par exemple, des travailleurs saisonniers vivant dans leur véhicule. Notons qu'en raison du justificatif de ressources régulières requis, tous les itinérants ne peuvent pas obtenir un tel livret. La loi pour la sécurité intérieure du 18 mars 2003 (art. 11) a aussi introduit la possibilité de fouiller les véhicules (art. 78-2 du Code de procédure pénale régissant les contrôles d'identité), suscitant un problème pour les personnes dont le véhicule est leur domicile  (voir aussi perquisition)[10].
- le « carnet de circulation » (art. 5), qui est délivré aux personnes qui sont dans le même cas que celles ayant un livret de circulation, mais qui ne peuvent justifier de ressources régulières.

Les étrangers, qui sont aussi soumis à ces obligations, doivent justifier « de façon certaine » de leur identité afin d'obtenir l'un de ces livrets (art. 6). Les bateliers sont exemptés de l'obligation d'obtenir un tel livret (art. 12).
Il est obligatoire de détenir en permanence le livret de circulation sous peine d'amende. La loi est partiellement abrogée en 2012 en raison d'une décision du Conseil constitutionnel qui juge son renouvellement tous les trois mois dans un commissariat contraire à la liberté d'aller et venir.

## La commune de rattachement
Depuis la loi Besson, une fois obtenu l'un de ces livrets, la personne est rattachée à une commune. Elle décide de la commune « à laquelle elle souhaite être rattachée », mais le rattachement « est prononcé par le préfet ou le sous-préfet après avis motivé du maire. » Selon le décret de 1970 (art. 14), « toute décision de refus doit être motivée ; le commissaire de la République ne peut écarter le choix de l'intéressé que pour des motifs graves tirés notamment de l'ordre public. » Ceci implique que dans le cas contraire (« délit de sale gueule », etc.), la personne peut porter plainte devant un tribunal administratif (l'aide d'une association ainsi qu'une aide juridictionnelle sera utile). À noter que si le maire transmet son avis au commissaire de la République, ce n'est pas lui qui décide, mais le commissaire.
C'est dans celle-ci que se célèbrent les mariages, qu'elle peut s'inscrire sur la liste électorale et voter, qu'elle paie ses impôts ou encore qu'elle accomplit les obligations prévues par « les législations de sécurité sociale et la législation sur l'aide aux travailleurs sans emploi » (pointage au Pôle Emploi, etc.).

## Durée de validité et conditions d'obtention et d'usage des documents de circulation
Selon le décret de 1970 appliquant cette loi, les trois livrets de circulation sont valables cinq ans. Pour les obtenir, la personne « doit justifier de son identité et de sa nationalité et déposer sa photographie d'identité en trois exemplaires » (art. 1). Elle peut exercer ses droits civiques et utiliser le droit de vote 3 ans après le rattachement à sa commune d'accueil
Les détenteurs de livrets ou de carnet de circulation doivent pointer au commissariat ou à la gendarmerie de façon régulière (l'intervalle varie selon les cas) pour se faire viser leurs livrets de circulation.

### Le «livret spécial de circulation»: les activités ambulantes
Pour les personnes exerçant une activité ambulante, c'est-à-dire inscrites au registre du commerce ou au répertoire des métiers, elles sont considérées comme « sans domicile ni résidence fixe » si elles ne sont ni propriétaire, ni locataire, depuis au moins six mois, dans un État de la Communauté européenne. À noter que cette catégorie n'est pas identique au concept juridique de « gens du voyage », bien que ces derniers, lorsqu'ils sont nomades, soient astreints à toutes les dispositions prévues par la loi de 1969. Les règlements concernant les « gens du voyage » conduisent à d'autres restrictions en sus de celles prévues par la loi de 1969 (notamment concernant la durée de rattachement nécessaire à une commune avant d'y pouvoir voter, etc.).
Les gens qui sont dans ce cas doivent donc demander un livret spécial de circulation, et encourent des amendes si elles ne l'ont pas, qui peuvent leur être délivrées notamment sur les marchés. Cependant, contrairement aux personnes dotées de simples livrets ou de carnets de circulation, elles n'ont pas à faire viser leur livret spécial au commissariat.
Le Conseil d'État, par une décision du 19 novembre 2014, a toutefois jugé que les dispositions de l'article 10 du décret du 31 juillet 1970, qui punissent d'une amende prévue pour les contraventions de 5e classe les personnes qui circuleraient sans s'être fait délivrer un livret spécial de circulation, et les dispositions de l'article 12 de ce même décret, qui punissent d'une amende prévue pour les contraventions de 4e classe les personnes qui ne pourraient justifier à toute réquisition des officiers ou agents de police judiciaire ou des agents de la force ou de l'autorité publique, de la possession d'un livret spécial de circulation, portent à l'exercice de la liberté de circulation, garantie par l'article 2 du quatrième protocole additionnel à la convention européenne de sauvegarde des droits de l'homme et des libertés fondamentales (CEDH), une atteinte disproportionnée au regard du but poursuivi. Ces dispositions sont dès lors annulées.

### Le «livret de circulation»
Pour obtenir celui-ci, il faut des justificatifs de ressources régulières. Ceux-ci comprennent notamment la « carte d'immatriculation à un régime de sécurité ou d'assurances sociales », les « feuilles de paie », ou/et « l'attestation de la qualité de chômeur secouru ». S'il obtient des ressources par quelqu'un assumant sa charge, il doit alors présenter une « attestation de cette personne » (art. 3). Le RMI (devenu RSA) n'est pas considéré comme une ressource régulière, et ne permet donc pas l'obtention du livret de circulation.
Ne pas avoir ce livret alors qu'on le devrait est passible d'une amende (contravention de 5e classe), comme le fait de ne pas le faire viser au commissariat tous les ans.

### Le «carnet de circulation»
Les personnes dépourvues de ressources régulières sont particulièrement contrôlées, puisqu'elles sont passibles d'une peine d'emprisonnement de trois mois à un an si elles circulent sans ce carnet. Le fait de ne pas le faire viser au commissariat tous les trois mois est passible d'une amende (contravention de 5e classe).
À la suite d'une question prioritaire de constitutionnalité, le Conseil constitutionnel a supprimé le carnet de circulation, mais pas le livret, le 11 octobre 2012.

## Les étrangers demandant un livret ou carnet de circulation
Pour obtenir l'un de ces trois documents, les étrangers doivent présenter le document leur ayant permis d'entrer de façon régulière sur le territoire français (visa, passeport, carte d'identité, etc.). Si elles en ont un, elles doivent aussi présenter leur titre de séjour et leur carte de travailleur ou de commerçant étranger.
Les personnes venant de l'étranger et demandant un « carnet de circulation » doivent demander celui-ci non au préfet de département ou à son adjoint, responsable de la commune dans laquelle il souhaite se rattacher, mais au commissaire de la « commune du lieu de son arrivée en France ».

## Perte ou vol
Toute perte ou vol d'un de ces livrets doit être immédiatement déclarée au commissariat. La police délivre alors une attestation provisoire qui reste valide 4 mois.